# Тоде, Генрих
Генрих Тоде (нем. Henry Thode, Heinrich Thode, 13 января 1857, Дрезден — 19 ноября 1920, Копенгаген) — немецкий историк искусства.

## Биография
Генрих Тоде происходил из респектабельной семьи. Он учился в школе в Гёрлице (Саксония) и изучал право с 1876 года в Лейпциге. Историю искусства осваивал в Вене, Берлине и Мюнхене. В 1880 году получил докторскую степень в Венском университете за диссертацию, выполненную под руководством Морица Таузинга. В 1886 году Генрих Тоде занял должность приват-доцента истории искусства в Боннском университете.
Во время поездки по Италии познакомился в Венеции с Рихардом Вагнером. В 1886 году женился на Даниеле фон Бюлов, старшей дочери Козимы Вагнер от первого брака с дирижёром Гансом фон Бюловым.
В 1889 году Генрих Тоде на два года стал директором Штеделевского художественного института во Франкфурте-на-Майне. Там он познакомился с художником Гансом Тома, с которым его связали долгие дружеские отношения. С 1893 года до выхода на пенсию в 1911 году Тоде преподавал в Гейдельбергском университете. В 1905 году в Берлине участвовал в газетной полемике о современном искусстве, защищая творчество Арнольда Бёклина и Ганса Тома. С 1909 года Тоде был членом-корреспондентом Гейдельбергской академии наук, а с 1911 года — иностранным членом.
В 1910 году Генрих Тоде приобрел виллу в Италии на озере Гарда. В 1914 году он после развода с Даниелой фон Бюлов вторично женился на датской скрипачке Герте Тегнер. После того, как Италия в апреле 1915 года вступила в Первую мировую войну, вилла была конфискована и позднее передана в дар итальянским государством Габриеле Д’Аннунцио, который создал из неё монументальный комплекс «Витториале для итальянцев» (Il Vittoriale degli Italiani).
Тоде также потерял свою обширную библиотеку, коллекцию произведений искусства и неопубликованные рукописи. Супруги вернулись в Германию, а затем переехали в Данию, в Копенгаген, где Тоде умер в депрессии в 1920 году.

## Мировоззрение и научное творчество
Главными темами научной работы Генриха Тоде были Итальянское Возрождение и немецкое искусство около 1900 года. Композитор Рихард Вагнер и живописец Ганс Тома олицетворяли для него немецкий идеал искусства. Родоначальником культуры Возрождения Тоде считал Святого Франциска Ассизского, а её основой — индивидуализм.
Тоде разделял идеи расовой теории, что сблизило его с национал-социалистами, и оттого в последующие годы его научные работы были непопулярны.

## Основные публикации
- Франциск Ассизский и истоки искусства эпохи Возрождения в Италии (Franz von Assisi und die Anfänge der Kunst der Renaissance in Italien). 1885

- Живописная школа Нюрнберга в XIV и XV веках в её развитии до Дюрера (Die Malerschule von Nürnberg im XIV. und XV. Jahrhundert in ihrer Entwicklung bis auf Dürer). 1891

- Выпуски из серии «Монографии художников» (1897—1901): Band 27: Andrea Mantegna; Band 30: Correggio; Band 43: Giotto; Band 49: Tintoretto

- Ганс Тома. Произведения. В 6-ти томах (Hans Thomas. Gemälde). 1900—1910

- Микеланджело и конец Возрождения. В 3-х томах (Michelangelo und das Ende der Renaissance). 1902—1903: Band 1: Гений и мир (Das Genie und die Welt). 1902; Band 2: Микеланджело и конец Возрождения (Michelangelo und das Ende der Renaissance). 1903; Band 3: Художник и его произведения (Der Künstler und seine Werke). 1912

- Бёклин и Тома. Восемь лекций по современной немецкой живописи (Böcklin und Thoma. Acht Vorträge über neudeutsche Malerei). 1905

- Искусство и мораль (Kunst und Sittlichkeit). 1906

- Стихотворения Микеланджело. Перевод Г. Тоде (Michelangelos Gedichte). 1914

- Лютер и немецкая культура (Luther und die deutsche Kultur). 1914

- Сущность немецкого изобразительного искусства (Das Wesen der deutschen bildenden). 1918

- Пауль Тим и его искусство. Вклад в интерпретацию проблемы: Немецкая фантастика и немецкий натурализм (Paul Thiem seine Kunst. Ein Beitrag zur Deutung des Problems: Deutsche Phantastik und deutscher Naturalismus). 1921